# 곽영주
곽영주(郭永周, 1924년 1월 10일 ~ 1961년 12월 21일)는 대한민국의 경찰관으로 지금의 대통령 경호실장인 경무대 경찰서장(경무관)이었다. 이정재, 유지광과 더불어 이천 3인방으로도 불렸다. 이승만의 비호를 받아 많은 권력을 갖고 행패를 부린 것으로 유명하다. 별명은 부부통령, 곽박사이다. 정치경찰이라는 비판, 조롱도 있었다.

## 생애
1924년 경기도 이천군 읍내면 율현리에서 태어났다. 유지광과 이천소학교를 졸업했다. 이후 18세때 서울의 경성공립직업학교(지금의 서울과학기술대학교) 기계과를 졸업했다. 일본 제국 육군에 자원입대하여 하사관 계급 중 하나인 군조(軍曹)에 올랐다. 해방 후 수도경찰학교를 수료, 1947년에는 경무대 경비경찰로 들어가 이듬해 경무대경찰서 경호대 경위로 승진, 1951년에는 경감으로 승진해 경무계장을 맡는다. 1955년에는 치안국 경무과 총경으로 승진, 이듬해인 1956년에는 경무대경찰서 서장직을 맡게된다. 1957년에는 치안국 경무관이 된다.
1960년 4.19 혁명이 일어나 학생들이 경무대 앞에서 시위를 하자, 곽영주가 이승만 대통령의 안전을 위해 학생들에게 발포 명령을 내려 경무대 앞에서 많은 사상자가 발생하였다. 처음에는 발포 명령 사실이 알려지지 않고 이정재와 엮여 비판을 받았다. 4월 26일에는 2급 깡패들을 모두 석방하라 지시하였고, 4월 30일에 사표를 제출한다.
이후 임화수에 의한 4·18 고려대학생 피습 사건의 주동자임이 밝혀지고, 경무대앞 시위군중에 대한 발포명령 혐의로 구속된 뒤 단기형 판결을 받는다. 재판은 1961년 1월 13일에 계획되었으나 병으로 인해 들것에 실려와 심리하지 못하여 19일로 연기, 급성간염과 위궤양의 사유로 26일로 다시 연기하여 성모병원에서 재판한다. 이 때 권리행사방해를 사유로 징역 1년 6개월을 선고받았다. 발포명령권자에 대한 참고인 조사에서는 곽영주가 이승만의 "발발이"였다는 증언도 나왔으나 결국 증거불충분으로 무죄판결을 받는다. 구속된 동안 장남 곽승근이 매석환에 의해 유괴되는 사건이 벌어지기도 하였다.
5.16 군사정변 이후 혁명군사재판에 회부되어 정치깡패 비호와 권력남용, 4.19 혁명 당시 경무대 일원 발포명령의 책임으로 서울 일원에 대한 발표명령 책임의 홍진기와 함께 법정에서 사형선고 판결을 받았다. 1961년 12월 21일에 교수형이 집행되었다.

## 가족 관계
- 형 : 곽영환(郭永煥)
- 아들 : 곽승근(1947년 ~ )

## 곽영주를 연기한 배우들
- 임문수 - 《제1공화국》(1981년) MBC 드라마[18]
- 홍성민 - 《산하》(1987년) MBC 미니시리즈
- 이동신 - 《제2공화국》(1989년) MBC 드라마
- 이운우 - 《무풍지대》 (1989년) KBS 드라마
- 남성진 - 《야인시대》 (2003년) SBS 드라마[19]

## 같이 보기
- 경무대
- 경무대경찰서
- 내무부 치안국
- 이정재
- 유지광
- 최인규
- 홍진기
- 이기붕
- 이승만
- 임화수